# Blauwschicht
De blauwschicht (Pachydiplax longipennis) is een libellensoort uit de familie van de korenbouten (Libellulidae), onderorde echte libellen (Anisoptera).
De wetenschappelijke naam Pachydiplax longipennis is voor het eerst geldig gepubliceerd in 1839 door Burmeister.